# Теория Томаса — Ферми
Теория Томаса — Ферми (модель Томаса — Ферми) является квантовомеханической теорией электронной структуры системы многих тел, разработана с использованием квазиклассического приближения вскоре после открытия уравнения Шрёдингера Энрико Ферми и Люэлином Томасом. Она основывается не на волновой функции, а формулируется в терминах электронной плотности и рассматривается как предшественник современной теории функционала плотности. Модель Томаса — Ферми правильна только в пределе бесконечного ядерного заряда. Используя это приближение для реальных систем теория даёт плохие количественные предсказания и даже не в состоянии воспроизвести некоторые общие черты, такие как плотность оболочечной структуры атомов и осцилляции Фриделя в твёрдых телах. Она, однако, нашла приложения во многих областях благодаря возможности получать правильное качественное поведение аналитически и лёгкости, с которой она может быть решена. Выражение кинетической энергии в теории Томаса — Ферми также используется в качестве компонента более сложного приближения для плотности кинетической энергии в современных теориях функционала плотности, где можно обойтись без орбиталей.

## Кинетическая энергия
Для малого элемента объёма ΔV, и для атома в основном состоянии, мы можем заполнить в сферическом пространстве импульсов объём Vf  до импульса Ферми pf , и, таким образом,
{\displaystyle V_{f}={\frac {4}{3}}\pi p_{f}^{3}({\vec {r}}),}
где {\displaystyle {\vec {r}}} точка в ΔV.
Соответствующее фазовое пространство имеет объём
{\displaystyle \Delta V_{ph}=V_{f}\ \Delta V={\frac {4}{3}}\pi p_{f}^{3}({\vec {r}})\ \Delta V.}
Электроны в ΔVph  распределены равномерно с двумя электронами в h3 этого объёма фазового пространства, где h постоянная Планка. Тогда число электронов в ΔVph  составит
{\displaystyle \Delta N_{ph}={\frac {2}{h^{3}}}\ \Delta V_{ph}={\frac {8\pi }{3h^{3}}}p_{f}^{3}({\vec {r}})\ \Delta V.}
Число электронов в ΔV :
{\displaystyle \Delta N=n({\vec {r}})\ \Delta V,}
где {\displaystyle n({\vec {r}})} плотность электронов.
Приравнивая число электронов в ΔV и в ΔVph , получаем
{\displaystyle n({\vec {r}})={\frac {8\pi }{3h^{3}}}p_{f}^{3}({\vec {r}}).}
Доля электронов в {\displaystyle {\vec {r}}}, чей импульс лежит между импульсами p и p+dp, составит
{\displaystyle {\begin{aligned}F_{\vec {r}}(p)dp&={\frac {4\pi p^{2}dp}{{\frac {4}{3}}\pi p_{f}^{3}({\vec {r}})}}\qquad \qquad p\leq p_{f}({\vec {r}})\\&=0\qquad \qquad \qquad \quad {\text{otherwise}}\\\end{aligned}}}
Используя классическое выражение для кинетической энергии электрона с массой me, кинетической энергии в единице объёма в {\displaystyle {\vec {r}}} для электронов атома
{\displaystyle {\begin{aligned}t({\vec {r}})&=\int {\frac {p^{2}}{2m_{e}}}\ n({\vec {r}})\ F_{\vec {r}}(p)\ dp\\&=n({\vec {r}})\int _{0}^{p_{f}({\vec {r}})}{\frac {p^{2}}{2m_{e}}}\ \ {\frac {4\pi p^{2}}{{\frac {4}{3}}\pi p_{f}^{3}({\vec {r}})}}\ dp\\&=C_{F}\ [n({\vec {r}})]^{5/3},\end{aligned}}}
где использовалось предыдущее выражение, связывающее {\displaystyle n({\vec {r}})} и {\displaystyle p_{f}({\vec {r}})} и
{\displaystyle C_{F}={\frac {3h^{2}}{10m_{e}}}\left({\frac {3}{8\pi }}\right)^{\frac {2}{3}}.}
Интегрирование кинетической энергии в единице объёма {\displaystyle t({\vec {r}})} во всём пространстве приводит к полной кинетической энергии электронов:
{\displaystyle T=C_{F}\int [n({\vec {r}})]^{5/3}\ d^{3}r\ .}
Этот результат показывает, что полная кинетическая энергия электронов может быть выражена в терминах только пространственно зависимой плотности электронов {\displaystyle n({\vec {r}}),} согласно модели Томаса-Ферми. Поэтому они смогли рассчитать энергию атома с помощью этого выражения для кинетической энергии в сочетании с классическими выражениями для ядерно-электронных и электрон-электронных взаимодействий (которые могут быть представлены в виде электронной плотности).

## Потенциальная энергия
Потенциальная энергия электронов атома за счёт электрического притяжения положительно заряженного ядра:
{\displaystyle U_{eN}=\int n({\vec {r}})\ V_{N}({\vec {r}})\ d^{3}r,}
где {\displaystyle V_{N}({\vec {r}})} есть потенциальная энергия электрона в точке {\displaystyle {\vec {r}}}, находящегося в электрическом поле ядра. В случае, когда ядро находится в точке {\displaystyle {\vec {r}}=0} (заряд ядра равен Ze, где Z представляет собой натуральное число, e – элементарный заряд):
{\displaystyle V_{N}({\vec {r}})={\frac {-Ze^{2}}{r}}.}
Потенциальная энергия электронов за счёт их взаимного электрического отталкивания равна
{\displaystyle U_{ee}={\frac {1}{2}}\ e^{2}\int {\frac {n({\vec {r}})\ n({\vec {r}}\,')}{\left\vert {\vec {r}}-{\vec {r}}\,'\right\vert }}\ d^{3}r\ d^{3}r'.}

## Полная энергия
Полная энергия электронов равна сумме их кинетической и потенциальной энергий:
{\displaystyle {\begin{aligned}E&=T\ +\ U_{eN}\ +\ U_{ee}\\&=C_{F}\int [n({\vec {r}})]^{5/3}\ d^{3}r\ +\int n({\vec {r}})\ V_{N}({\vec {r}})\ d^{3}r\ +\ {\frac {1}{2}}\ e^{2}\int {\frac {n({\vec {r}})\ n({\vec {r}}\,')}{\left\vert {\vec {r}}-{\vec {r}}\,'\right\vert }}\ d^{3}r\ d^{3}r'.\\\end{aligned}}}